# Arnaud Delvenne
Arnaud Delvenne, né le 24 juillet 1985, est un chef cuisinier belge, chef de son propre restaurant Nono, ouvert à Liège en mars 2022.
Il est finaliste de la treizième saison de Top Chef, diffusée en 2022 sur M6 en France et RTL-TVI en Belgique et est le premier candidat belge à accéder à la grande finale depuis les débuts du concours.

## Biographie
Arnaud Delvenne naît le 24 juillet 1985 et est originaire de Liège. Il apprend à cuisiner avec sa mère, pendant son enfance. En situation d'échec scolaire, il est exclu du collège et entre à l'école hôtelière de Spa, puis à celle de Namur,.
Il ne termine pas ses études et commence sa carrière à l'âge de 17 ans par un contrat d'insertion dans la chaîne de restauration rapide Quick, où il est assistant-manager pendant un an,. Il est ensuite serveur dans le restaurant italien Menta e Rosmarino, dans le Carré à Liège. Après cela, il travaille pendant deux ans dans les cuisines de la prison de Forest,, à Bruxelles.
Après le décès de sa mère,, Arnaud Delvenne ouvre son propre restaurant en Feronstrée à Liège, l’Atelier du goût, un bistrot italien contemporain où il officie pendant quatre ans. Il devient ensuite chef de cuisine du restaurant Le Moment. Pour ces deux adresses il obtient la note de 13/20 au Gault&Millau,. À la même époque, il coordonne également la cuisine de deux autres établissements liégeois : Bar Carlsberg et The Kitchen.
En 2019, Arnaud Delvenne devient chef de l'Atelier du Sélys, restaurant du complexe hôtelier Van der Valk Sélys Liège et du W, restaurant du Van der Valk Hotel Liège Congrès.
En mars 2022, il ouvre son propre restaurant place du Vingt-Août à Liège, baptisé Nono, proposant une cuisine d'inspiration italienne,.
En octobre 2022, il collabore avec la chaîne de restauration rapide Black and White Burger (créée par le Youtubeur IbraTV) en Belgique. À cette occasion, il crée "Le Roi", un burger d'inspiration belge, disponible pour une durée limitée de 3 mois,.

### Participation àTop Chef
Arnaud Delvenne s'inscrit une première fois au casting vers 2015, sans succès. Il est inscrit une seconde fois en 2021 par son ex belle-sœur et est contacté par la production,.
Au terme de la première émission, il est retenu dans la brigade solitaire avec Élis Bond, un autre candidat,. Il intègre la brigade du chef Glenn Viel lors de la deuxième semaine, à la faveur de l'élimination d'un autre candidat. Ses débuts dans le concours sont compliqués, alors qu'il est encore en train de réapprendre à s'alimenter à la suite d'une opération gastrique effectuée quelques mois avant le tournage.
Lors du septième épisode, Arnaud Delvenne remporte la guerre des restos avec Wilfried Romain et Mickaël Braure. Cela entraîne l'ouverture en région parisienne d'un restaurant éphémère reprenant leur concept en avril 2022,. Il remporte également l'épreuve du chef Massimo Bottura, celle de Stéphanie Le Quellec et une des épreuves de Mauro Colagreco, ce qui lui ouvre les portes de la demi-finale.
Là, il se qualifie en même temps que la candidate Louise Bourrat face à qui il s'incline en finale. Il est le premier candidat belge dans l'histoire du concours à être parvenu jusqu'à la grande finale de Top Chef.

## Distinction
- Citoyen d'honneur de Liège (2022)[28]